# Brute
Pour l’article homonyme, voir The Brute (film, 1920).
Pour plus de détails, voir Fiche technique et Distribution.
Brute (Bandyta) est un film dramatique franco-germano-polonais réalisé par Maciej Dejczer  et sorti en 1997.

## Fiche technique
- Réalisation : Maciej Dejczer
- Scénario et dialogues : Cezary Harasimowicz
- Musique : Michał Lorenc
- Pays de production :  Pologne
- Langue : polonais
- Producteurs : Edouard Douek, Leonardo de La Fuente et Lew Rywin
- Durée : 90 minutes
- Dates de sortie : 
  - Pologne 7 novembre 1997

## Distribution
- Til Schweiger – Brute
- Polly Walker – Mara
- Pete Postlethwaite – Sincai
- John Hurt – Babits
- Ida Jabłońska – Elena
- Bartek Pieniążek – Moscu
- Wojciech Brzeziński – Jorgu
- Andrzej Grąziewicz
- Anthony Higgins - Le directeur de la prison

## Distinctions
- au 22e Festival du film polonais de Gdynia
  - Meilleur scénario : Cezary Harasimowicz
  - Meilleure musique : Michał Lorenc
  - Meilleur acteur : Til Schweiger